# Vippspirea
Vippspirea (Holodiscus discolor) är en rosväxtart som först beskrevs av Frederick Traugott Pursh, och fick sitt nu gällande namn av Carl Maximowicz. Enligt Catalogue of Life ingår Vippspirea i släktet vippspireor och familjen rosväxter, men enligt Dyntaxa är tillhörigheten istället släktet vippspireor och familjen rosväxter. Arten förekommer tillfälligt i Sverige, men reproducerar sig inte.

## Underarter
Arten delas in i följande underarter:
- H. d. microphyllus
- H. d. microphyllus
- H. d. franciscanus
- H. d. ariifolius

## Bildgalleri

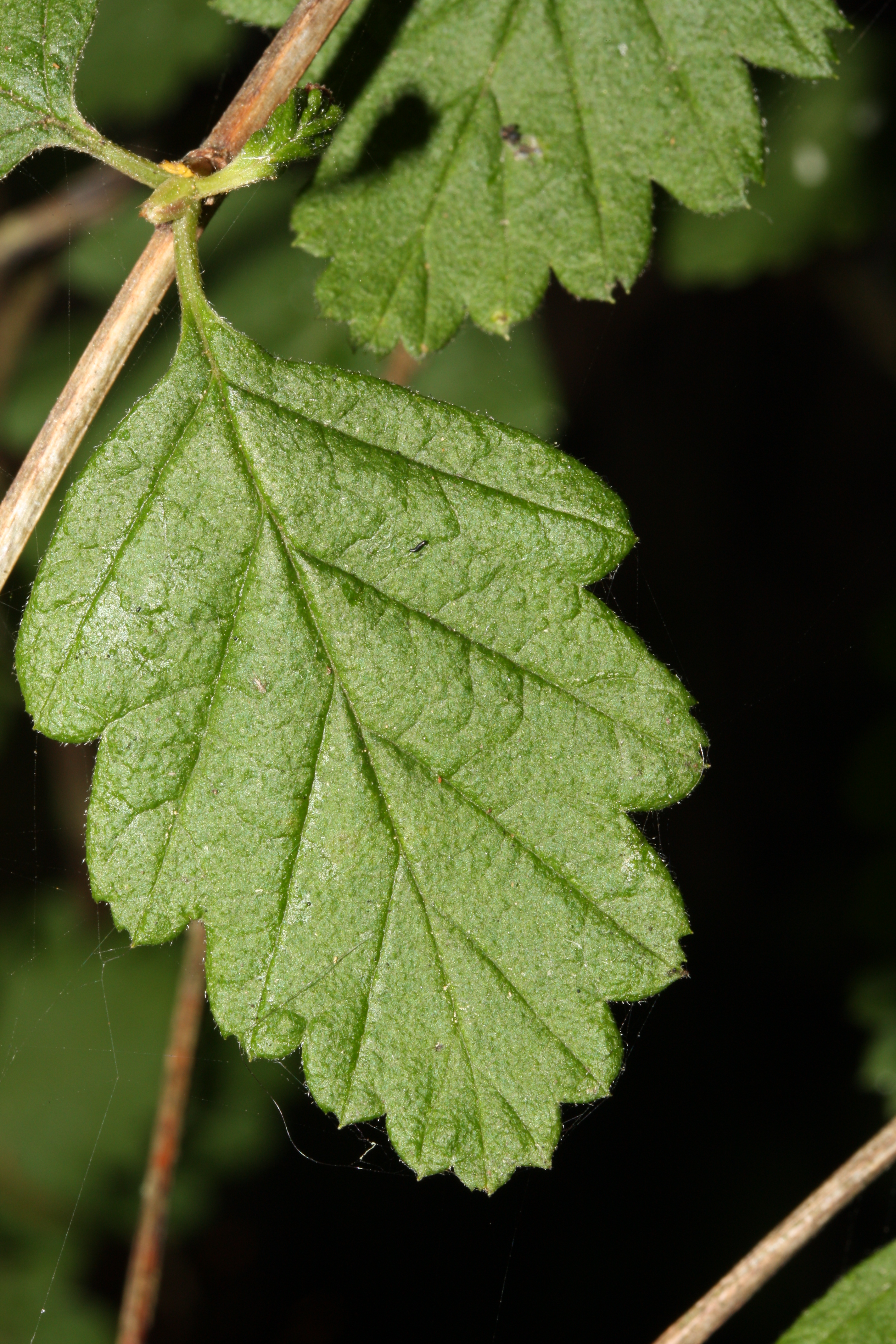